# 平治の乱
平治の乱（へいじのらん）は、平安時代末期の平治元年12月9日（1160年1月19日）、院近臣らの対立により発生した政変である。
保元の乱後、後白河上皇の近臣藤原通憲（信西）と平清盛が結んで、これと対立した藤原信頼・源義朝らと衝突し、清盛らが勝利、平氏一門が中央政界における武門として権勢をふるう結果となった。
- 文中の（ ）の年はユリウス暦、月日は西暦部分を除き全て和暦、宣明暦の長暦による。

## 背景

### 信西の執政
保元元年（1156年）の保元の乱に勝利した後白河天皇は、同年閏9月に『保元新制』と呼ばれる代替わり新制を発令した。「九州の地は一人の有なり。王命の外、何ぞ私威を施さん」と王土思想を強く宣言したこの新制は、荘園整理令を主たる内容としていた。鳥羽院政期は全国に多くの荘園が形成され、各地で国務の遂行をめぐって紛争が起きていた。この荘園整理令はその混乱を収拾して、全国の荘園・国衙領、公領を天皇の統治下に置くことを意図したものであり、荘園公領制の成立への大きな契機となった新制とされている。その国政改革を立案・推進したのが、後白河の側近である信西であった。
信西は改革実現のために、記録所を設置する。長官である上卿には大納言・三条公教が就任、実務を担当する弁官からは右中弁・藤原惟方、左少弁・源雅頼、右少弁・藤原俊憲（信西の嫡子）が起用され、その下で21人の寄人が荘園領主から提出された文書の審査、本所間の争論の裁判にあたった（後白河が「暗主」であるという信西の言葉は、この記録所の寄人だった清原頼業が九条兼実に後年語ったものである）。さらに内裏の復興にも着手して、保元2年（1157年）10月に再建した。その直後にも新たに新制30ヶ条を出し、公事・行事の整備、官人の綱紀粛正に取り組んだ。この過程で信西とその一族の台頭は目覚ましく、高階重仲の女を母とする俊憲・貞憲は弁官として父と共に実務を担当する一方で、藤原朝子（後白河の乳母）を母とする成憲・脩憲はそれぞれ遠江・美濃の受領となった。信西自身は、保元の乱で敗死した藤原頼長の所領を没収して後院領に組み込み、自らはその預所になるなど経済基盤の確保にも余念がなかった。

### 平氏一門の台頭
国政改革推進のため、信西は平清盛を厚遇する。平氏一門は北面武士の中で最大兵力を有していたが、乱後には清盛が播磨守、平頼盛が安芸守、平教盛が淡路守、平経盛が常陸介と兄弟で四ヶ国の受領を占めてさらに勢力を拡大した。また、荘園整理、荘官・百姓の取り締まり、神人・悪僧の統制、戦乱で荒廃した京都の治安維持のためにも、平氏の武力は不可欠だった。大和守に平基盛が任じられたのも、平氏に対する期待の現れといえる。大和は興福寺の所領が充満していて、これまで国検をしようとしても神人・悪僧の抵抗によりことごとく失敗に終わっていた。清盛は武力を背景に国検を断行する一方、寺社勢力の特権もある程度は認めるなど柔軟な対応で、大和の知行国支配を行った。さらに清盛は大宰大弐に就任することで日宋貿易に深く関与することになり、経済的実力を高めた。信西は、自らの子・藤原成範と清盛の女（後の花山院兼雅室）の婚約によって平氏との提携を世間に示し、改革は順調に進行するかに見えた。

## 二条親政派の攻勢
しかし、ここにもう一つ別の政治勢力が存在していた。美福門院を中心に東宮・守仁の擁立を図る勢力（二条親政派）である。美福門院は、鳥羽法皇から荘園の大半を相続して最大の荘園領主となっており、その意向を無視することはできなかった。美福門院はかねてからの念願であった、自らの養子・守仁の即位を信西に要求した。もともと後白河の即位は守仁即位までの中継ぎとして実現したものであり、信西も美福門院の要求を拒むことはできず、保元3年（1158年）8月4日、信西と美福門院の協議により後白河天皇は守仁親王に譲位した（二条天皇）。ここに、後白河院政派と二条親政派の対立が始まることになる。二条親政派は藤原経宗（二条の叔父）・藤原惟方（二条の乳兄弟、記録所の弁官の一人）が中心となり、美福門院の支援を背景に後白河の政治活動を抑圧する。これに対して後白河は近衛天皇急死により突然皇位を継いだこともあり、頼れるのは信西のみであった。しかも信西自身も元は鳥羽法皇の側近で美福門院とも強い関係を有していることから、状況は不利であった。後白河にとっては、自らの院政を支える近臣の育成が急務となった。

### 信頼の登場
そこで後白河は、武蔵守・藤原信頼を抜擢する。信頼は保元2年（1157年）3月に右近衛権中将になると、10月に蔵人頭、翌年2月に参議・皇后宮権亮、8月に権中納言、11月に検非違使別当と急速に昇進する。もともと信頼の一門は武蔵国・陸奥国を知行国としており、両国と深いつながりを持つ源義朝と連携していた。久寿2年（1155年）8月に源義平（義朝の長男）が叔父の源義賢を滅ぼした武蔵国での大蔵合戦においても、武蔵守であった信頼の支援があったと推測される。保元3年（1158年）8月に後白河院庁が開設されると、信頼は院の軍馬を管理する厩別当に就任する。義朝は宮中の軍馬を管理する左馬頭であり、両者の同盟関係はさらに強固となった。義朝の武力という切り札を得た信頼は、自らの妹と摂関家の嫡子・近衛基実の婚姻も実現させる。摂関家は保元の乱によって藤原忠実の知行国・頼長の所領が没収された上に、家人として荘園管理の武力を担っていた源為義らが処刑されたことで各地の荘園で紛争が激化するなど、その勢力を大きく後退させていた。混乱の収拾のためには代替の武力が必要であり義朝と密接なつながりのある信頼との提携もやむを得ないことであった。後白河の近臣としては他にも、藤原成親（藤原家成の三男）や源師仲が加わり院政派の陣容も整えられた。

### 反信西派の形成
ここに、信西一門・二条親政派・後白河院政派・平氏一門がそれぞれ形成されることになった。『平治物語』では信頼が近衛大将を希望して、信西が断ったために確執が生まれたとする。しかし『愚管抄』にはその話は見えず、大将に任じられるのは院近臣の身分では常識的に無理なことから事実かどうかは疑わしいとする見方がある一方で、既に信頼は2年弱で受領から権中納言まで進むという常識的に無理な昇進を果たしており、その背景にあった後白河上皇の恩寵があれば更なる昇進が可能という期待感を抱かせたとすればあり得ない話ではないとする見方もある。信西一門の政治主導に対する反発が、平治の乱勃発の最大の原因と思われる。二条親政派と後白河院政派は互いに激しく対立していたが、信西の排除という点では意見が一致し、信西打倒の機会を伺っていた。一方、清盛は自らの娘を信西の子・成憲に嫁がせていたが、信頼の嫡子・信親にも娘（後の藤原隆房室）を嫁がせるなど、両派の対立では中立的立場にあった。平治元年12月（1160年1月）、清盛が熊野参詣に赴き京都に軍事的空白が生まれた隙をついて、反信西派は反乱を起こした。

## 経過

### 三条殿襲撃

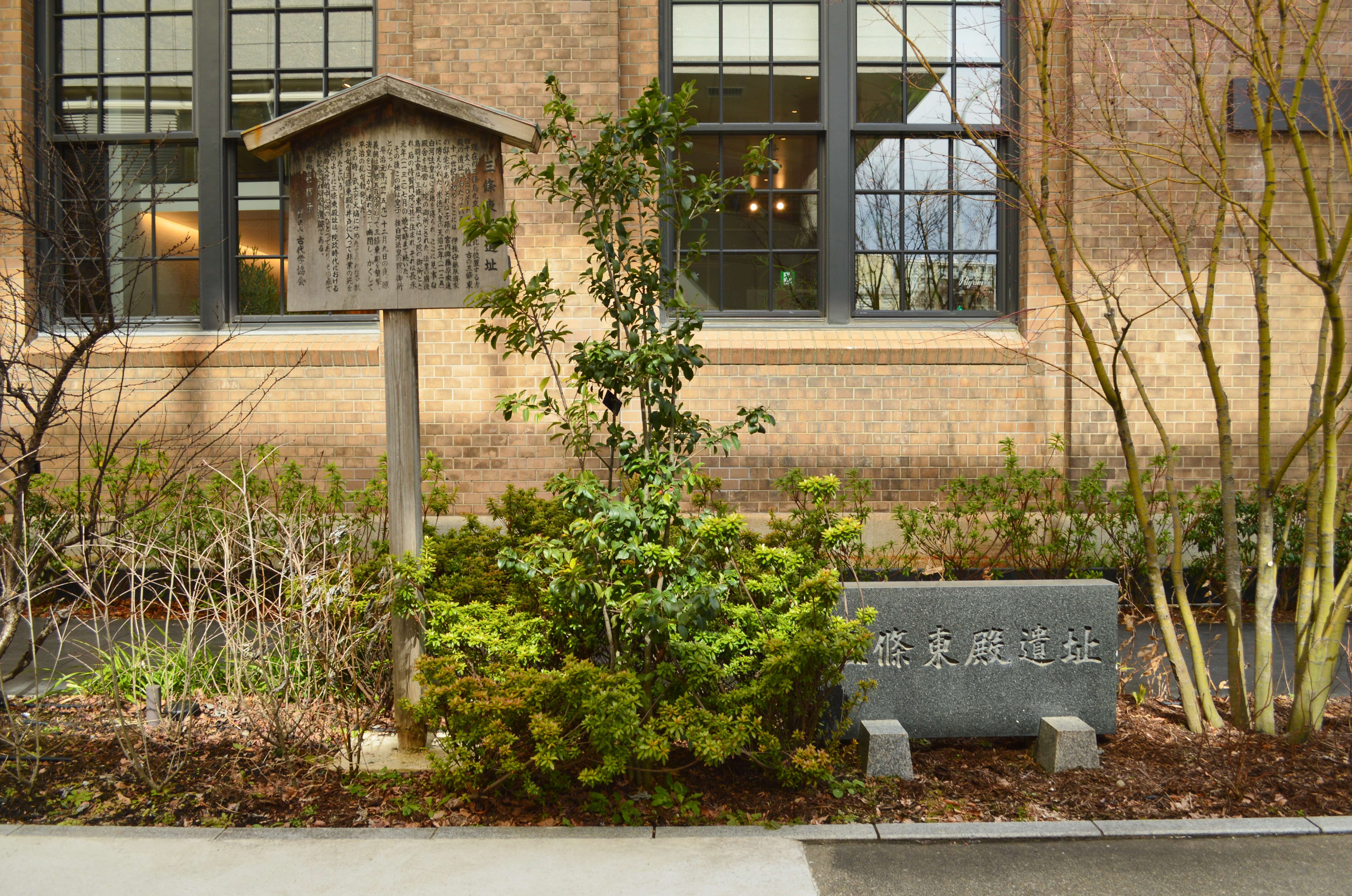
三条東殿跡（平治の乱勃発地）

12月9日深夜、藤原信頼と信頼に同心した武将らの軍勢が院御所・三条殿を襲撃する。信頼らは後白河上皇・上西門院（後白河の同母姉）の身柄を確保すると、三条殿に火をかけて逃げる者には容赦なく矢を射掛けた。警備にあたっていた大江家仲・平康忠、一般官人や女房などが犠牲となるが、信西一門はすでに逃亡していた。信頼らは後白河と上西門院を二条天皇が居る内裏内の一本御書所に移して軟禁状態にした（ただし、『愚管抄』には後白河は「すゑまいらせて」とあり、信頼は一本御書所に後白河を擁したとも解される記述をしている）。後白河を乗せる車は源師仲が用意し、源重成・源光基・源季実が護送した。源光基は美福門院の家人・源光保の甥であり、京都の治安を預かる検非違使別当は藤原惟方であることから、クーデターには二条親政派の同意があったと推測される。翌10日には、信西の子息（俊憲・貞憲・成憲・脩憲）が捕縛され、22日に全員の配流が決定した。13日、信西は山城国田原に逃れ、土中に埋めた箱の中に隠れたが、発見されて掘り起こされる音を聞き、喉を突いて自害した。光保は信西の首を切って京都に戻り、首は大路を渡され獄門に晒された。
信西が自害した翌日の14日、内裏に二条天皇・後白河上皇を確保して政権を掌握した信頼は、臨時除目を行った。この除目で源義朝は播磨守、嫡子・頼朝は右兵衛権佐となった。『平治物語』は信頼が近衛大将になったとするが、『愚管抄』にその話は見えない。藤原伊通はこの除目について「人を多く殺した者が官位を得るなら、なぜ三条殿の井戸に官位をやらないのか（先の襲撃で多くの者が火を避けて飛び込んだ）」と皮肉ったという。信頼の政権奪取には大半の貴族が反感を抱いていたが、二条親政派も義朝の武力を背景とした信頼の独断専行を見て、密かに離反の機会を窺っていた。その最中、東国より兵を率いて馳せ上った源義平は直ちに清盛の帰路を討ち取るよう主張したが、信頼はその必要はないと退けた。信頼にしてみれば嫡男・信親と清盛の女の婚姻関係により、清盛も自らの協力者になると見込んでいた。

### 二条天皇の六波羅行幸

『平治物語絵巻』六波羅行幸巻（東京国立博物館蔵）、国宝

清盛は、熊野詣に赴く途中の紀伊国で京都の異変を知った。動転した清盛は九州へ落ち延びることも考えるが、紀伊の武士・湯浅宗重や熊野別当・湛快の協力により、17日帰京する。帰京までに、伊藤景綱・館貞保などの伊賀・伊勢の郎等が合流した。一方、義朝はクーデターのため隠密裏に少人数の軍勢を集めたに過ぎず、合戦を想定していなかった。京都の軍事バランスは大きく変化し、信頼の優位は揺らぐことになる。信西と親しかった内大臣・三条公教は信頼の専横に憤りを抱き、清盛を説得するとともに二条親政派の経宗・惟方に接触を図った。二条親政派にすれば信西打倒を果たしたことにより、信頼ら後白河院政派は用済みとなっていた。公教と惟方により二条天皇の六波羅行幸の計画が練られ、藤原尹明（信西の従兄弟・惟方の義兄弟）が密命を帯びて内裏に参入する。25日早朝、清盛は信頼に名簿を提出して恭順の意を示し、婿に迎えていた信親を送り返した。信頼は清盛が味方についたことを喜ぶが、義朝は信親を警護していた清盛の郎等（難波経房・館貞保・平盛信・伊藤景綱）が「一人当千」の武者であることから危惧を抱いたという。
25日夜、惟方が後白河のもとを訪れて二条天皇の脱出計画を知らせると、後白河はすぐに仁和寺に脱出した。日付が変わって26日丑刻（午前2時）、二条天皇は内裏を出て清盛の邸である六波羅へと移動する。藤原成頼（惟方の弟）がこれを触れて回ったことで、公卿・諸大夫は続々と六波羅に集結する。信頼と提携関係にあった摂関家の忠通・基実父子も参入したことで、清盛は一気に官軍としての体裁を整えるに至り、信頼・義朝の追討宣旨が下された。26日早朝、天皇・上皇の脱出を知った後白河院政派は激しく動揺し、義朝は信頼を「日本第一の不覚人」と罵倒したという。信頼・成親は義朝とともに武装して出陣するが、源師仲は保身のため三種の神器の一つである内侍所（神鏡）を持ち出して逃亡した。

### 六波羅合戦
信頼側の戦力は、三条殿襲撃に参加した源義朝・源重成・源光基・源季実、信西を追捕した源光保らの混成軍であった。義朝配下の軍勢は、子息の義平・朝長・頼朝、叔父・義隆、信濃源氏の平賀義信などの一族、鎌田政清・後藤実基・佐々木秀義などの郎等により形成され、義朝の勢力基盤である関東からは、三浦義澄・上総広常・山内首藤氏などが参戦したに過ぎなかった。義澄は義平の叔父、広常は義朝を養君として擁立していた上総氏の嫡子、山内首藤氏は源氏譜代の家人であり、いずれも義朝と個人的に深い関係を有する武士である。保元の乱では国家による公的な動員だったのに対して今回は反乱のための隠密裏の召集であり、義朝が組織できたのは私的武力に限られ兵力は僅少だったと推測される。
清盛は内裏が戦場となるのを防ぐために六波羅に敵を引き寄せる作戦を立て、嫡男・重盛と弟・頼盛が出陣した。『平治物語』では重盛と義平が待賢門で一騎討ちを繰り広げ、御所の右近の橘・左近の桜の間を7度も義平が重盛を追い回した、頼盛が退却中に敵に追いつかれそうになり重代の名刀「抜丸」で辛くも撃退した、という逸話が出てくるがこれらは話を盛り上げるための創作と思われる。このとき陽明門を警護していた源光保、光基は門の守りを放棄して寝返るが、光保は美福門院の家人で政治的には二条親政派であり、信西打倒のため信頼に協力していたに過ぎなかった。また『平治物語』は源頼政が味方につかなかったとするが、もともと頼政も美福門院の家人であり信頼・義朝に従属する立場ではなかった。平氏軍は予定通り退却し、戦場は六波羅近辺へと移った。義朝は決死の覚悟で六波羅に迫るが六条河原であえなく敗退する。義朝は平氏軍と頼政軍の攻撃を受け、山内首藤俊通・片桐景重らが必死の防戦をする間に戦場から脱出した。

### 図版
平治物語絵巻 六波羅行幸巻では、平治の乱のいくつかの出来事が描かれている。

## 戦後

### 後白河院政派の壊滅
藤原信頼・成親は仁和寺の覚性法親王のもとへ出頭した。清盛の前に引き出された信頼は自己弁護をするが、信西自害・三条殿襲撃の首謀者として処刑された。成親は重盛室の兄という理由で助命され、解官されるに留まった。逃亡していた師仲は、神鏡を手土産に六波羅に出頭するが処罰は厳しく、下野国への配流が決定した。
義朝は東国への脱出を図るが途中で頼朝とはぐれ、朝長・義隆を失い、12月29日尾張国内海荘司・長田忠致の邸にたどり着いたところを鎌田政清とともに殺害された。義朝と政清の首は、正月9日、京都で獄門に晒された。義平は18日、難波経房の郎等・橘俊綱に捕らえられ、21日、六条河原で処刑される。頼朝も2月9日、頼盛の郎等・平宗清に捕まりやはり処刑されるところを、清盛の継母・池禅尼の嘆願で助命された。
この背景には頼朝が若年であったことに加え、彼がすでに上西門院の蔵人をつとめていたため、上西門院とその近臣である熱田大宮司家（頼朝の生母が熱田大宮司家の出身であり、頼朝自身も熱田神宮で生を受けた）が待賢門院（後白河上皇・上西門院の母）近臣家出身の池禅尼に働きかけた可能性が考えられる。義朝と行動を共にした源重成・季実も滅亡の運命を辿り、ここに後白河院政派は事実上壊滅することになる。

### 経宗・惟方の失脚
合戦の終息した12月29日、恩賞の除目があり、頼盛が尾張守、重盛が伊予守、宗盛が遠江守、教盛が越中守、経盛が伊賀守にそれぞれ任じられ、平氏一門の知行国は乱の前の5ヶ国から7ヶ国に増加した。同日、二条天皇は美福門院の八条殿に行幸し、清盛が警護した。翌永暦元年（1160年）正月、二条は近衛天皇の皇后だった藤原多子を入内させ、自らの権威の安定につとめた。実権を握った二条親政派の経宗・惟方は、後白河に対する圧迫を強めることになる。正月6日、後白河が八条堀河の藤原顕長邸に御幸して桟敷で八条大路を見物していたところ、堀河にあった材木を外から打ちつけ視界を遮るという嫌がらせを行った。後白河は激怒して清盛に経宗・惟方の捕縛を命じ、2月20日、清盛の郎等である藤原忠清・源為長が二人の身柄を拘束、後白河の眼前に引き据えて拷問にかけた。貴族への拷問は免除されるのが慣例であり、後白河の二人に対する憎しみの深さを現わしている。経宗・惟方の失脚の理由としては、信西殺害の共犯者としての責任を追及されたことによるものと見られる。また、後白河が捕縛を命じた際に摂関家の大殿である藤原忠通も同席しており、庶流の大炊御門家が二条の外戚として台頭してきたのを快く思わなかった忠通の関与も指摘されている。
2月22日、信西の子息が帰京を許され、入れ替わりに3月11日、経宗が阿波、惟方が長門に配流された。同日、師仲・頼朝・希義（頼朝の同母弟）もそれぞれ配流先に下っていった。6月には信西の首をとった源光保と子の光宗が謀反の疑いで薩摩に配流され、14日、殺害された。信西打倒に関わった者は、後白河院政派・二条親政派を問わず政界から一掃された。

## 影響

### 平氏政権の成立
後白河上皇と二条天皇の対立は双方の有力な廷臣が共倒れになったため小康状態となり、「院・内、申シ合ツツ同ジ御心ニテ」とあるように二頭政治が行われたが、乱勝利の最大の貢献者である清盛はどちらの派にも与することなく慎重に行動した。平氏一門は院庁別当・左馬寮・内蔵寮などの要職を占め、政治への影響力を増大させた。平氏の知行国も平家貞が筑後守、藤原能盛が壱岐守・安芸守、源為長が紀伊守となるなど、一門だけでなく郎等にも及びその経済基盤も他から抜きん出たものとなった。さらに多くの軍事貴族が戦乱で淘汰されたため、京都の治安維持・地方反乱の鎮圧・荘園の管理の役割も平氏の独占するところとなり、国家的な軍事・警察権も事実上掌握した。清盛はその経済力・軍事力を背景に朝廷における武家の地位を確立して、永暦元年（1160年）6月に正三位に叙され、8月に参議に任命され、武士で初めて公卿（議政官）の地位に就いた。やがて一門からも公卿・殿上人が輩出し、平氏政権を形成していったのである。

## 異説

### 後白河上皇が平治の乱の背後にいたとする説
近年になって、河内祥輔が『平治物語』では、後白河上皇・二条天皇は藤原信頼に押籠められたことになっているが、『愚管抄』では二条は「とりまいらせ」、後白河は「すゑまいらせ」と区別され後白河が拘束を受けたとは書かれていないこと、『公卿補任』によると、信西の子・俊憲の配流先の変更（越後国⇒阿波国）が信頼一派の壊滅後の翌年正月に行われている（配流を命じた信頼らが謀反人として討たれても、信西一族への処分は取り消されていない。2月になって赦免が出される）ことなどを挙げ、藤原信頼の信西殺害は後白河の命令によるものであったとする説を提示している。
同説ではそもそも鳥羽法皇が後継者として指名したのは二条天皇であり、後白河はその即位までの中継ぎに過ぎず鳥羽法皇の死去によって本来であれば院政を行う資格のない後白河上皇が形式的に院政を行うことになったものとする。信西は経歴的に「鳥羽法皇の側近」であって、法皇の生前の意向通りに二条天皇による親政を実現させる役割を担っており、将来的には信西によって自己の院政が停止させられると考えた後白河が、二条の親政が始まる前に信西を排除して名実ともに自己の院政を実現させるために引き起こしたのが平治の乱であったと結論づけている（なお、河内説では「二条親政派」と後白河上皇の対立の開始を平治の乱以後とし、藤原経宗・惟方ら二条天皇側近もこの段階では信西との対立はあっても後白河とは対立していなかったとする。また、三条殿の炎上が信頼・義朝側の放火とする十分な裏付けは無く、失火ではないかと推測している）。だが、信西と同様の立場に立つ三条公教によって二条天皇が平清盛の軍事的保護下に置かれ、公卿たちがそこに結集したことで公家社会に擁立された子の天皇が父の上皇と対決するという構図が形成されたために、後白河はやむなく信頼らを切り捨てた。つまり、25日の晩の二条天皇の六波羅行幸の段階で既に「平治の乱」は終わって、翌日の戦闘は義朝による最後の抵抗に過ぎず、清盛側から見れば残敵への掃討戦であったということになる。
この説に対しては元木泰雄が、「院の立場から信西を排除するなら罪をかぶせて配流すればよいはず」「二条親政を阻止するためには信西より二条側近の排除が第一のはず」「外戚である経宗が親政阻止に加担するのは不自然」「後白河が以仁王を含めた藤原成子所生の皇子を顧慮した形跡がない」との趣旨で批判している。古澤直人も「信西一家の台頭は貴族社会に深刻な動揺を与え、親政派と院政派の対立は後白河と二条の対立とは別の次元で進行していた（院近臣である信頼と親政派である経宗に"信西排除"の共通目標・大義名分を与えた）」「信頼が処刑された後も"信西排除"を掲げる経宗・惟方・源光保ら親政派が中央で健在である以上、信西の子への処分は取り消されなかった（ただし、配流の強行が院による親政派排除につながった可能性はある）」との趣旨で批判している。

### 保元の乱における源義朝への恩賞と平治の乱の関係を巡る説
一方、その元木は平治の乱の原因とされてきた「保元の乱における論功行賞」の問題について、清盛が受領としては最上位の播磨守で将来は公卿への昇進が約束されるのに対して、義朝は右馬権頭（後に左馬頭）に任じられて昇殿を許され、更に下野守重任、従五位上への昇進が認められたに過ぎず、義朝が一族を犠牲しながらも奮闘した結果を考えると冷遇されたとする古くからの見方に対して、恩賞の多寡を考えた場合正四位下刑部卿平忠盛の子で自身も保元の乱の段階で正四位下安芸守であった清盛と従五位下下野守であった義朝の間に格差がつくのは当然で、しかも父親や弟が謀叛人として処刑された義朝が院近臣の重職である左馬頭に任じられてなおかつ河内源氏で曽祖父源義家以来昇殿を許されたことは「破格の恩賞」であって、義朝が恩賞に不満を持っていたとは考えられないとする説を提示している。これについては本郷和人や高橋昌明もこれを支持する見方を示している。
これに対して、古澤直人は左馬頭が源経基・源満仲父子が任じられて以来、清和源氏とゆかりが深い官職で、義朝が右馬助（下野守）から右馬権頭、更に左馬頭に昇進したのは一定の配慮の結果であることは認めている（古澤は左馬頭は院近臣としての要素よりも清和源氏の官職としての要素を重視する）。しかし、武家社会における恩賞の多寡の基準は現任の官位との比較以上に、承平天慶の乱の鎮圧で六位から四位に越階しなおかつ下野掾から下野守に昇進した藤原秀郷や、前九年の役の鎮圧で自身が正四位下伊予守に任ぜられただけでなく息子や郎党も任官に与った源頼義といった「先例」との比較であり、後に義朝の子である頼朝が源義仲追討の戦功で従五位下から正四位下に越階した際に秀郷の先例が持ち出されていることからも朝廷でも謀叛の鎮圧に対する恩賞の先例として意識されていたとしている。しかし、保元の乱における義朝への恩賞を検討してみると、秀郷や頼義と同じ「謀叛の鎮圧」という実績を挙げたにもかかわらず、従五位上の昇進は乱の翌年まで持ち越しとされてかつ四位への越階はなかった、義朝と共に戦った子息（義平）や郎党に対しては任官などの恩賞はなかったなど武家の先例と比較すれば明らかに少ない恩賞であったとしている。そして、亡弊国（疲弊していて様々な負担が免除されていた国）である下野の国守に留まったことで内裏再建の成功における一部免除を受け（反対に成功による昇進が期待できない）、信西の子との婚姻を断られるなど、保元の乱における（武家の先例と比較した）義朝への恩賞の低さが、義朝と清盛の格差を更に拡大させたことで義朝が不満を深めたのが平治の乱の一因と考えるのが妥当であり、元木説は恩賞を与える側と与えられる側の意識のずれを考慮していないと批判している。

## 文学作品
平治の乱を題材にした文学に『平治物語』がある。同書は作者不明で全3巻の軍記物語であり、平治物語を題材に絵巻物の「平治物語絵巻」が描かれた。

## 年表
- 年月日は出典が用いる暦であり、当時は宣明暦が用いられている

| 和暦              | 西暦   | 月日 （宣明暦長暦） | 内容 | 出典                                                  |
| ----------------- | ------ | ------------------- | --- | ----------------------------------------------------- |
| 平治元年          | 1159年 | 12月4日             | 平清盛、熊野詣に出発                                                                                                 | 平治物語                                              |
| 平治元年          | 1159年 | 12月9日             | 三条殿および信西邸が焼き討ち                                                                                         | 百錬抄 愚管抄                                         |
| 平治元年          | 1159年 | 12月10日            | 信西の子ら解官、流刑                                                                                                 | 弁官補任 平治物語                                     |
| 平治元年          | 1159年 | 時期不明            | 平清盛、紀伊国二川にて京都の異変を知る。                                                                             | 愚管抄                                                |
| 平治元年          | 1159年 | 12月14日            | 源義朝ら昇進、任官                                                                                                   | 愚管抄                                                |
| 平治元年          | 1159年 | 12月15日            | 信西の遺骸が源光保に発見される                                                                                       | 尊卑分脈                                              |
| 平治元年          | 1159年 | 12月17日            | 信西の首が梟首される 同日、平清盛が帰京する                                                                          | 百錬抄 愚管抄                                         |
| 平治元年          | 1159年 | 12月中旬            | 内大臣・藤原公教を中心に、二条天皇六波羅行幸の計画が練られる                                                         | 愚管抄                                                |
| 平治元年          | 1159年 | 12月25日            | 平清盛、藤原信頼に名簿を提出する（臣下の礼を取る） 同日夜、後白河上皇の内裏脱出と、二条天皇の六波羅行幸が実行された  | 愚管抄                                                |
| 平治元年          | 1159年 | 12月26日            | 六波羅合戦 同日、藤原信頼が仁和寺に出頭                                                                              | 百錬抄 愚管抄                                         |
| 平治元年          | 1159年 | 12月27日            | 藤原信頼処刑 | 愚管抄 帝王編年記                                     |
| 平治元年          | 1159年 | 12月29日            | 源義朝、殺害される（日付については諸説有る）                                                                         | 愚管抄 平治物語                                       |
| 平治元年          | 1159年 | 12月29日            | 平重盛、平頼盛ら乱平定功労者に恩賞が与えられる                                                                       |                                                       |
| 平治二年 永暦元年 | 1160年 | 1月10日             | 永暦に改元 |                                                       |
| 平治二年 永暦元年 | 1160年 | 時期不明            | 藤原経宗・藤原惟方、後白河上皇が御所としていた藤原顕長邸の桟敷の回りに板を打ち付けて視界をさえぎるという狼藉を行なう | 愚管抄                                                |
| 平治二年 永暦元年 | 1160年 | 1月26日             | 近衛天皇の皇后であった藤原多子が二条天皇のもとに入内する                                                             | 帝王編年記                                            |
| 平治二年 永暦元年 | 1160年 | 2月9日              | 源頼朝、捕縛される                                                                                                   | 清獬眼抄（せいかいがんしょう、『群書類従』公事部108） |
| 平治二年 永暦元年 | 1160年 | 2月20日             | 後白河上皇の命により藤原経宗・藤原惟方が平清盛の郎党によって内裏で捕縛される                                         | 愚管抄                                                |
| 平治二年 永暦元年 | 1160年 | 2月22日             | 信西の子らが赦免される                                                                                               | 清獬眼抄                                              |
| 平治二年 永暦元年 | 1160年 | 2月28日             | 藤原経宗・藤原惟方、解官される                                                                                       |                                                       |
| 平治二年 永暦元年 | 1160年 | 3月11日             | 藤原経宗・藤原惟方・源師仲・源頼朝・源希義、流刑に処される                                                           | 清獬眼抄                                              |
| 平治二年 永暦元年 | 1160年 | 6月14日             | 源光保、流刑に処される                                                                                               |                                                       |
| 平治二年 永暦元年 | 1160年 | 6月20日             | 平清盛、正三位に叙される                                                                                             | 公卿補任                                              |
| 平治二年 永暦元年 | 1160年 | 7月9日              | 藤原公教死去 |                                                       |
| 平治二年 永暦元年 | 1160年 | 8月11日             | 平清盛、参議となる                                                                                                   | 公卿補任                                              |

## 平治の乱を扱った作品

### ゲーム
- 保元・平治の乱 （ウォーゲーム日本史）